# Nike Apache

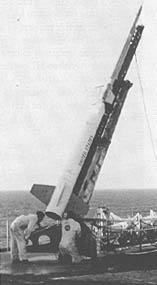
Nike Apache

Die Nike Apache war eine Höhenforschungsrakete aus einer Startstufe vom Typ Nike und einer Oberstufe vom Typ Apache. Die Nike Apache wurde zwischen 1958 und 1990 697 mal gestartet.
- Nutzlast: 36 kg
- Gipfelhöhe: 200 km
- Startschub: 217,00 kN
- Startmasse: 728 kg
- Durchmesser: 0,42 m
- Länge: 8,31 m
- Spannweite: 1,52 m
- Treibstoff: Aluminisierter Polyurethan-Feststofftreibstoff